# Newfound Gap
Le Newfound Gap est un col routier des Appalaches situé aux États-Unis à la frontière des comtés de Swain en Caroline du Nord et de Sevier au Tennessee. Protégé au sein du parc national des Great Smoky Mountains, il est franchi par la Newfound Gap Road, qui est une section de l'U.S. Route 441, et par le sentier des Appalaches. Depuis 1939 s'y dresse un mémorial en l'honneur de Laura Spelman Rockefeller, le Rockefeller Memorial, lieu du discours de Franklin Delano Roosevelt lors de l'inauguration officielle de l'aire protégée le 2 septembre 1940.